# Roger II de Foix

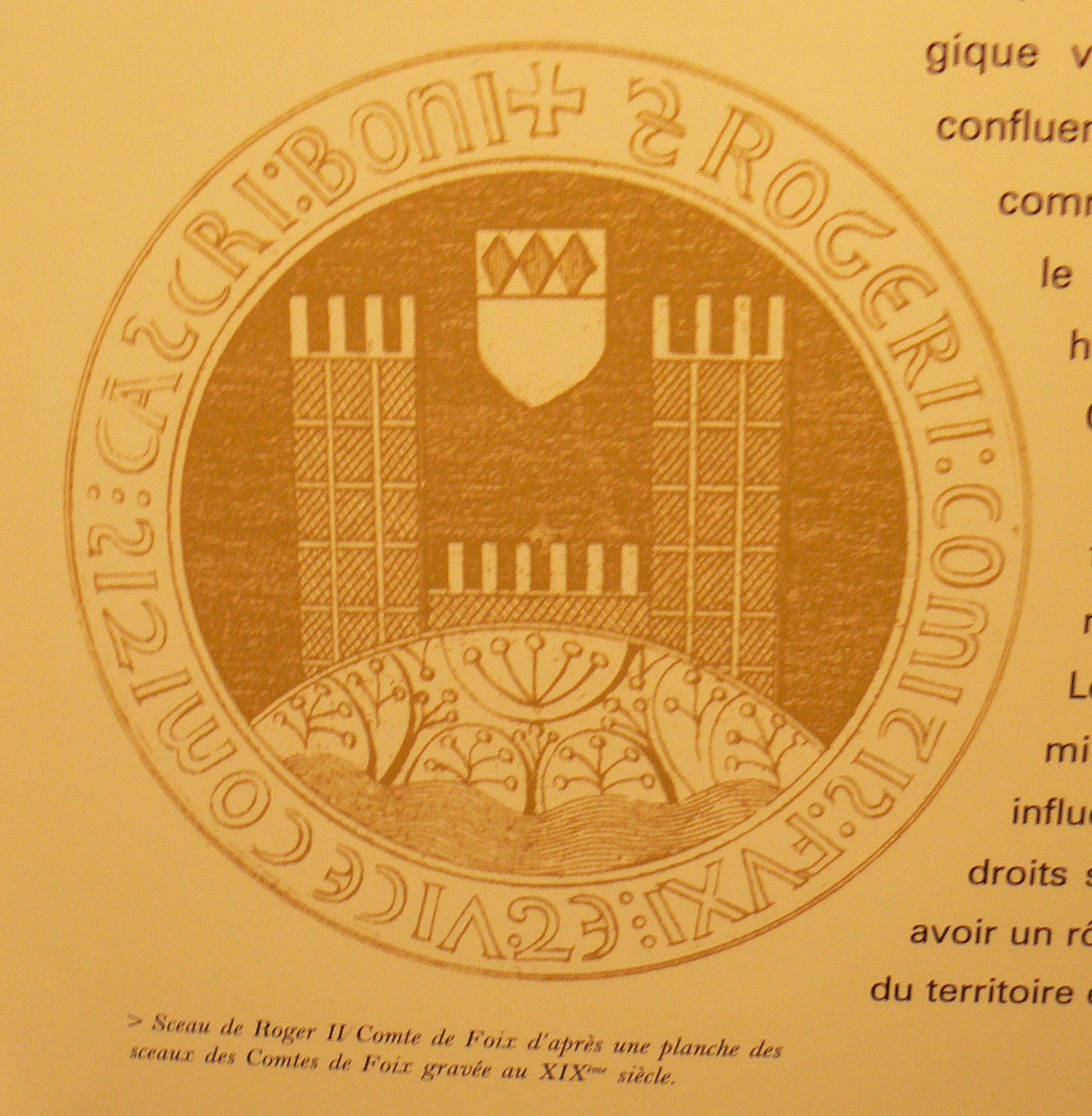
Sello de Roger II

Roger II de Foix (? - 1124), fue un noble francés de la Edad Media.
Sucedió a su padre Pedro I como conde de Foix al fallecer este en 1071. Es posible que usara también el título de conde de Conserans. Su primera acción fue reclamar el condado de Carcasona, por lo que la condesa Ermesenda lo transfirió por venta al conde de Barcelona.
Caso en primera nupcias con Sicarda de Lautrec, pero no le dio hijos. Caso en segundas nupcias (cerca de 1097) con Estefanía, probablemente de la dinastía condal de Besalú aunque otros la identifican con la casa de Marche. De ella tuvo cuatro hijos: Roger III su sucesor en Foix, Bernardo (fallecido antes de 1125), Ramón y Pedro (que aún vivían en 1125).
Roger II decidió participar en las Cruzadas. Para asegurar la paz en sus dominios formalizó un pacto con Ermesenda el 21 de abril de 1095 por el cual renunció a sus derechos sobre Carcasona y Rasez con un pacto de no desmembración y de sucesión reciproca (y varias infeudaciones que servirían para financiar la expedición). Roger II debía marchar hacia Tierra Santa con las fuerzas de Raimundo IV, conde de Tolosa (1096), pero difirió su partida por razones desconocidas, y no hay constancia de que llegara a viajar a Oriente Medio[cita requerida]. El rompimiento de su promesa exasperó a la Iglesia, y fue excomulgado por los papas Urbano II y Pascual II, aunque alegando usurpación de bienes eclesiásticos. Roger II renunció a sus derechos sobre Carcasona y Rasez en 1105 reconociendo la soberanía feudal de Barcelona. En 1108 devolvió los bienes usurpados y en 1111 restauró la abadía de San Volusiano de Foix, que estaba en ruinas. Más tarde concedió en feudo ciertos bienes a la Abadía de San Antonio de Fredelas y a la de Lezat.